# Droit à la sécurité de la personne
 (juillet 2021).
Le droit à la sécurité est un droit fondamental qui protège l'intégrité physique et mentale des individus. Il garantit à chacun le droit de vivre à l'abri de la violence, des menaces et des atteintes à sa personne.

## Convention européenne des droits de l'homme
1-Importance
La Convention Européenne des Droits de l'Homme est un traité fondamental qui garantit la sécurité et la protection des droits et libertés fondamentaux des individus en Europe.
2-Application
Elle s'applique à tous les États membres du Conseil de l'Europe et offre des garanties juridiques en matière de sécurité individuelle.
3-Rôle
Elle joue un rôle central dans la protection des citoyens contre les abus de pouvoir et la violation de leurs droits fondamentaux.
En droit international du Conseil de l'Europe, le droit à la liberté de la personne est protégée par l'article 5 de la Convention européenne des droits de l'homme.

## Droit canadien
En droit canadien, il est le troisième droit protégé par l'article 7 de la Charte canadienne des droits et libertés.
Il comprend les droits de son corps et de sa santé et la protection de l'intégrité psychologique d'un individu, c'est-à-dire que ce droit protège contre les atteintes graves à l'état mental d'un individu par le gouvernement.

## Déclaration Universelle des Droits de l'Homme
Un Droit Fondamental
La Déclaration Universelle des Droits de l'Homme souligne le caractère essentiel du droit à la sécurité, inséparable des autres droits reconnus.
Protection Légale
Elle fournit un cadre juridique international qui protège tous les individus contre la menace de l'insécurité et de la violence.
Universalité
Cette déclaration garantit que le droit à la sécurité s'applique à tous, sans distinction de race, de sexe ou de religion.

## Importance du Respect du Droit à la Sécurité
Responsabilités Collectives
Le respect du droit à la sécurité nécessite la coopération et l'engagement de tous les acteurs sociaux afin de garantir un environnement sécurisé pour tous.
Paix Sociale
La sécurité contribue à établir un climat de confiance, favorisant ainsi le développement stable et une meilleure qualité de vie pour l'ensemble de la société.
Équité et Dignité
Tout individu a le droit fondamental de vivre dans la sécurité, l'équité et la dignité, quelles que soient ses origines ou son statut social.